# Série noire (film, 1979)
Pour les articles homonymes, voir Série noire (homonymie).
Pour plus de détails, voir Fiche technique et Distribution.
Série noire est un film néo-noir français réalisé par Alain Corneau, sorti en 1979.
Il s'agit d'une adaptation du roman A hell of a woman de Jim Thompson traduit en français sous le titre Des cliques et des cloaques  écrite par Corneau et Georges Perec. Le film met en scène Patrick Dewaere dans le rôle principal d'un représentant de commerce à l'existence minable qui ne va pas hésiter à sombrer dans le crime et la folie par amour et pour sortir de sa condition.
Le film s'est monté après l'accord de Dewaere d'y jouer. Le tournage s'est déroulé de manière intense en six semaines avec un budget serré et des innovations techniques. Patrick Dewaere, qui se montre très impliqué, n'hésite pas à donner de sa personne pour livrer une performance bluffante et angoissante. Les autres rôles notables sont incarnés par Marie Trintignant, Myriam Boyer et Bernard Blier. Sorti en avril 1979, Série noire est diversement accueilli par la critique et connaît une modeste mais correcte carrière en salles au vu du ton noir et pessimiste de l'œuvre. Depuis, le film, devenu culte, est salué comme une œuvre majeure du cinéma français par son style et son interprétation, notamment celle de son acteur principal.

## Synopsis
Fantasque et imprévisible, Franck Poupart subsiste en faisant de la vente en porte à porte dans la banlieue parisienne. Rêvant d'une autre vie, il vivote et mène une existence déprimante dans une grande demeure délabrée où règnent la crasse et le désordre avec sa femme Jeanne, une potiche. Le mariage s'étiole et le couple bat de l’aile.
Un jour, à la recherche d'un mauvais payeur - Andreas Tikides, immigré grec au chômage, brute assez simple d'esprit - Franck se présente au domicile d'une vieille dame qui peut le renseigner. Au départ méfiante, celle-ci finit par lui donner l'adresse d'un gymnase où Tikides a l'habitude de s’entraîner à boxer. Franck en profite pour lui vendre une robe de chambre, tandis que cette dernière lui propose en guise de paiement quelques instants intimes avec Mona, sa nièce de seize ans. Alors que l'adolescente s'apprête à s'offrir à Franck, ce dernier, gêné, préfère ne pas profiter de la situation. Émue par cette manifestation de délicatesse, Mona lui fait promettre de la revoir.
De retour chez lui, Franck se dispute avec Jeanne, qui, lasse de sa morne vie conjugale et du caractère difficile de son mari, s'est résolue à le quitter. Par ailleurs, son patron, Staplin, qui a découvert que son employé a détourné de l'argent, n'hésite pas à le faire arrêter pour lui faire passer un petit séjour en cellule en guise de leçon. Mais, dès le lendemain, Franck est relâché, sa femme ayant remboursé Staplin.
Cependant il découvre ensuite que c'est en fait Mona qui a payé sa dette. Comme il s’enquiert de la façon dont elle a pu trouver l’argent, la jeune fille lui révèle que sa tante cache cent mille francs dans sa chambre et lui indique, à toutes fins utiles, que la vieille avare a une arme à feu. Franck met alors au point un plan pour voler l'argent, tuer la tante de Mona et égarer l’enquête sur un rôdeur. Pour cela, il retrouve Tikides, qu'il manipule, en lui faisant accroire son amitié au cours d’une beuverie.
Le lendemain soir, Franck se rend chez la vieille dame en compagnie de Tikides, non sans manifester quelques ultimes scrupules à entraîner celui-ci dans une aventure qu’il sait tragique. Après avoir intimé à Tikides de l’attendre dans la voiture, il s'en prend violemment à la vieille femme et la tue. Après avoir tout retourné dans la chambre de sa victime, il finit par trouver l'arme et le pactole. Il appelle alors Tikides et l'assassine froidement de plusieurs balles pour faire croire qu'il a été abattu par la maquerelle, morte en chutant dans l'escalier durant le cambriolage qui aurait mal tourné. Puis, il donne ses consignes à Mona, brièvement horrifiée par le meurtre de Tikides, et s’enfuit.
Alors que tout semble s’annoncer favorablement pour lui, la névrose latente de Franck commence à s’accentuer et devient pour lui ingérable. En outre, il doit faire face au retour inattendu et encombrant au domicile conjugal de sa femme Jeanne, enceinte et à nouveau pleine de bons sentiments à son égard. Enfin, Staplin, intrigué par les bons résultats soudains de son employé, commence à avoir des soupçons quant à la provenance de l'argent.
Jeanne, qui a découvert le magot, se met à douter de son mari, qu’elle harcèle de questions et pousse dans ses derniers retranchements. Empêtré dans des explications de plus en plus confuses et invraisemblables, Franck finit par l'étrangler. Aussitôt après, Staplin débarque chez lui et le fait chanter afin de s'emparer du butin. Après avoir commencé à brutaliser Staplin, Franck n'a pas d'autre choix que de lui céder le fruit de son larcin. Ayant perdu l'argent et avec trois meurtres sur les bras, Franck étreint Mona, qui l'attend devant chez lui, en lui promettant un nouveau départ.

## Fiche technique
- Titre : Série noire
- Réalisation : Alain Corneau

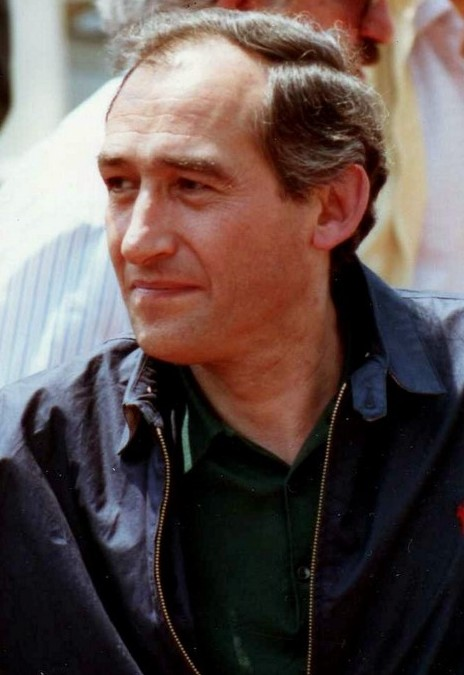
Alain Corneau (ici à Cannes en 1990), réalisateur et co-scénariste du film.

  - Assistants : Laurent Ferrier, Pascal Ortega, Serge Frydman et Freddy Wong
- Scénario : Alain Corneau et Georges Perec, d'après le roman  Des cliques et des cloaques (en)[1] de Jim Thompson
- Dialogues : Georges Perec
- Photographie : Pierre-William Glenn
- Montage : Thierry Derocles
  - Assistants : Christophe Loizillon et Chantal Ellia
- Son : Michel Desrois et Claude Villand
- Producteur : Maurice Bernart
  - Responsable d'unité : Yvon Crenn
- Sociétés de production : Prospectacle et  Gaumont
- Société de distribution : Gaumont
- Budget : 2 millions de francs (300 000 €)[2]
- Pays de production :  France
- Langue : français
- Format : Couleur (Fujicolor) — 35 mm — 1,66:1 — son monophonique
- Genre : Drame et néo-noir[3]
- Durée : 111 minutes
- Dates de sortie :
  - France : 25 avril 1979
  - États-Unis : : 25 juin 1982
- (fr) Classification CNC[4] : interdit aux moins de 12 ans (visa d'exploitation no 50197 délivré le 8 novembre 1991)
- Affiche : René Ferracci (France)

## Distribution
- Patrick Dewaere : Franck Poupart
- Myriam Boyer : Jeanne Poupart
- Marie Trintignant : Mona
- Bernard Blier : Staplin
- Jeanne Herviale : la tante
- Andreas Katsulas : Andréas Constantin Tikidès
- Charlie Farnel : Marcel, l'inspecteur de police
- Samuel Meck : le boxeur
- Jack Jourdan : l'entraîneur
- Fernand Coquet : le Hells Angel

Photos des acteurs principaux.
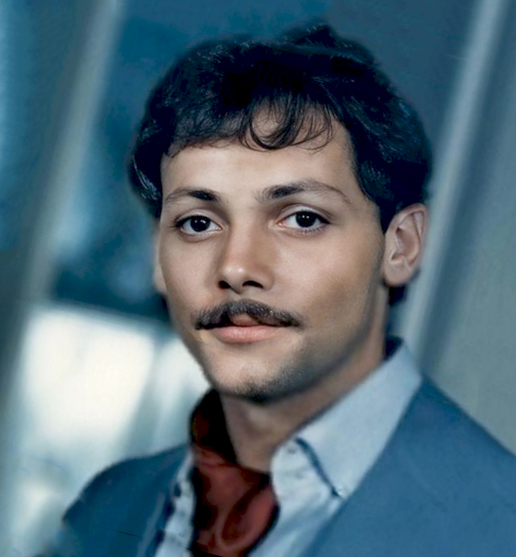
Patrick Dewaere (Franck Poupart)
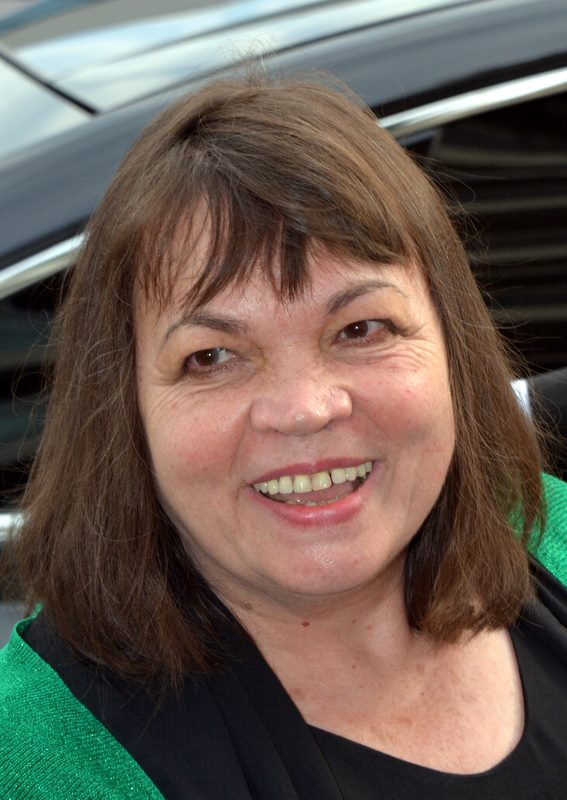
Myriam Boyer (Jeanne Poupart)
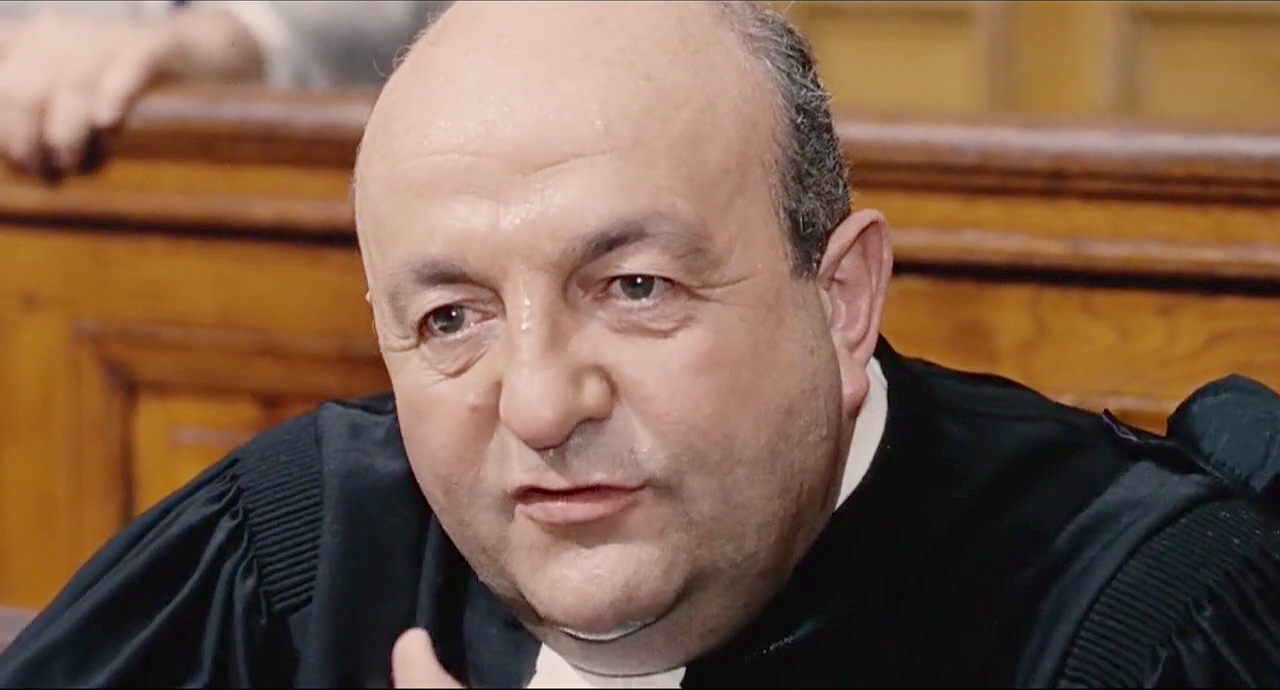
Bernard Blier (Staplin)
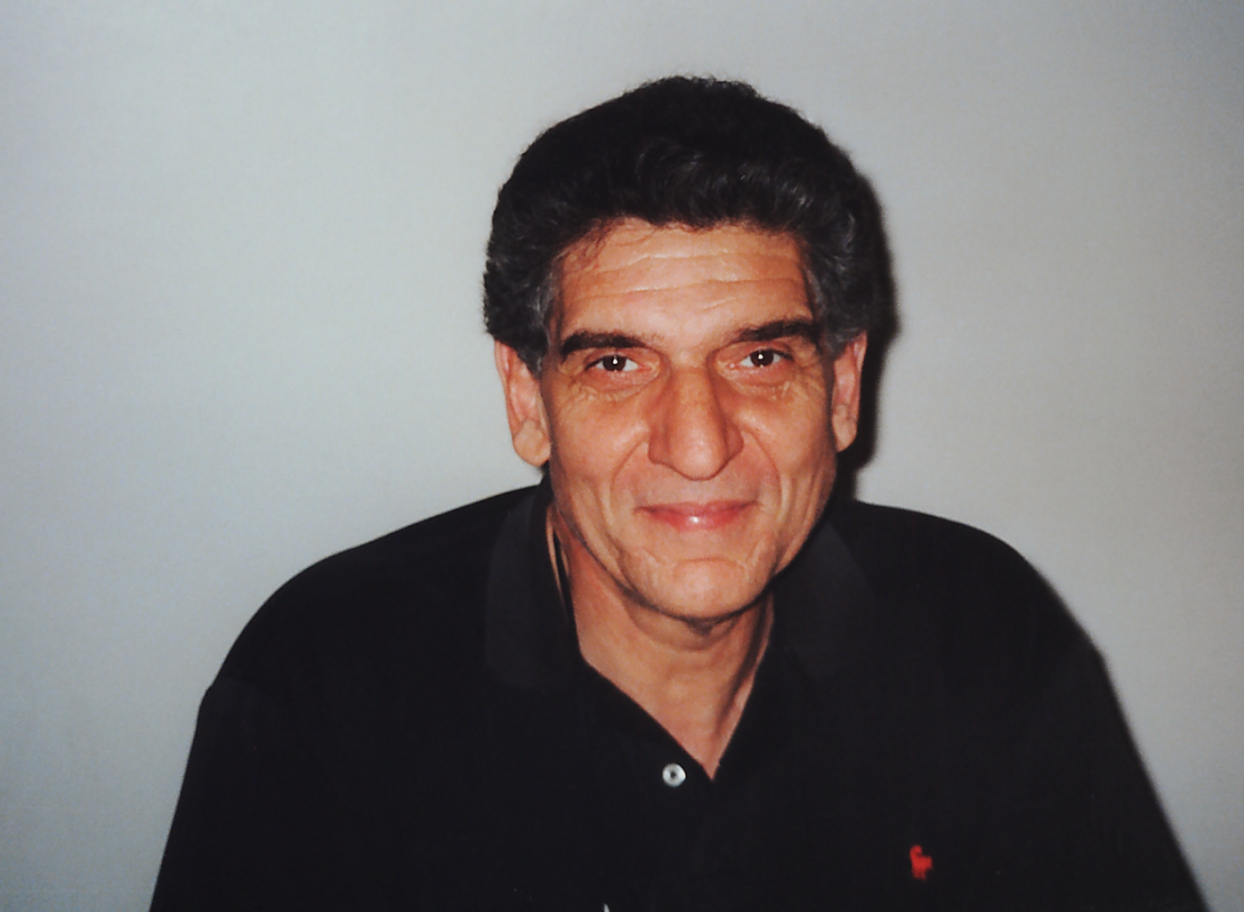
Andreas Katsulas (Andreas Tikides)

## Production

### Genèse et développement
En 1978, Alain Corneau a acquis la reconnaissance avec ses longs-métrages Police Python 357 et La Menace. Pour son prochain film, le réalisateur souhaite tourner un film dans la veine réaliste de Mean Streets de Martin Scorsese sans musique mais contenant les tubes de l'époque, dans des décors réels et avec des acteurs impliqués. À l'origine, Corneau ambitionne de collaborer avec l'auteur Jim Thompson pour adapter l'un de ses romans, Pop 1280, mais le projet avorte. Finalement, le réalisateur se porte sur un autre roman de Thompson, Des cliques et des cloaques, et commence l'écriture du script en collaboration avec Georges Perec. Adapter le roman de Thompson pour le grand écran posa de nombreux problèmes à Corneau et Perec, car les deux hommes durent réduire l'imposant récit du romancier pour un traitement cinématographique, puis s'employèrent à écrire une histoire adaptée au mode de vie français.
Pour le personnage de Franck Poupart, Corneau souhaite dès le départ que Patrick Dewaere l'interprète, quitte à renoncer à le tourner si l'acteur refuse de l'incarner,,. Les deux hommes se rencontrent dans un bistrot pour parler du projet. Dewaere s'est alors jeté sur le scénario, dont il a obtenu trois versions, et a contacté Corneau le soir même pour lui dire qu'il voulait absolument le rôle. Il s'agit en effet du projet que l'acteur attendait depuis toujours, du fait de sa parfaite adéquation entre le cinéma de genre et d'auteur, mais surtout à cause du personnage de Frank, un écorché vif comme lui. Dans une interview au magazine Première pour la promotion du film, Dewaere évoque son personnage qui est « un mec comme n'importe qui et en même temps (est) un personnage particulier. Mais parce que tout le monde est particulier », ajoutant « Moi, je dis souvent que, faire quelque chose de bien, ça ne m’intéresse pas. Ce que je veux, c’est faire quelque chose de génial. Quelque chose qui ne fasse pas simplement que les gens soient contents, mais ahuris. Voilà ce que je cherche : l’ahurissement. Chacun son truc, hein ! ». Pour l'acteur, Série noire est « un film qu'[il] adore parce qu’on n’y prend pas absolument pas parti », qu'« on raconte une histoire dont la fin pourrait être un fait divers dans un journal. C’est une histoire horrible et très simple, qui peut arriver à tout le monde. Sans juger. Et sans s’excuser. Jamais ».
Pendant les semaines précédant le tournage, le comédien n'a eu de cesse de parler du film et de son rôle, que ce soit à son entourage ou aux journalistes. Tellement obsédé par le film et son personnage, Dewaere vola un imperméable gris dans le Tati de Barbès alors qu'il se promenait dans le célèbre quartier parisien, pensant qu'il serait parfait pour habiller le personnage. L'acteur est tellement investi dans son personnage, en n'hésitant pas à utiliser ses souffrances les plus profondes pour « donner vie » au personnage, confondant ainsi de manière permanente réalité et fiction. Cet investissement hors normes lui a même fait perdre dix kilos en quelques semaines. Le rôle de l'énigmatique et taciturne Mona est confié à la jeune Marie Trintignant, dont l'expérience cinématographique s'est limitée à des participations aux films réalisés par sa mère, Nadine, qui est la compagne de Corneau. Le rôle de l'épouse de Poupart est confié à Myriam Boyer, avec laquelle Dewaere s'entendait très bien et dont John Berry, compagnon de Boyer, avait joué le père de Dewaere dans F... comme Fairbanks.
Bernard Blier, choisi pour incarner le patron de Franck, est très curieux de travailler avec Dewaere, qui a tourné à deux reprises deux films réalisés par son fils, Bertrand, devenu un ami de longue date de Dewaere, également dans le même état d'esprit que son aîné. Contrairement à une rumeur, Alain Chabat ne joue pas un des Hell's Angels qui danse dans le film (à environ 22 m 16 s).

### Tournage
Série noire est tourné à l'automne 1978 en six semaines avec un budget de 2 millions de francs,. Le film a été tourné principalement à Saint-Maur-des-Fossés et Créteil. Myriam Boyer précise aussi combien le budget du film était « maigre », avec une équipe très réduite. Se montrant attentif aux remarques de Dewaere, Corneau abandonne l'idée d'improvisations, mais veut des situations spontanées, prises sur le vif. Il innove en tournant avec deux ou trois caméras avec très peu d'éclairages (le chef-opérateur Pierre-William Glenn va utiliser une pellicule plus sensible que la normale) et fait peu de prises. De plus, le son est enregistré en direct avec des micros haute fréquence sans fil portés par les acteurs.
L'ambiance sur ce tournage « à l'arrache » est néanmoins intense, Dewaere se cogne réellement la tête sur le capot d'une voiture lors de la scène où son personnage se frappe la tête sur son véhicule. Dewaere demanda au réalisateur d'être prêt à tourner cette scène dans un terrain vague un matin où il faisait très froid, car il ne souhaitait pas faire de nombreuses prises et refusait d'être doublé par un cascadeur. De plus, l'acteur connaît une dépendance à la drogue mais reste cependant toujours parfaitement lucide durant toute la durée du tournage et maîtrise son texte à la perfection,,. Dewaere prend soin de Marie Trintignant, se montrant attentionné et protecteur envers la jeune actrice alors âgée de 16 ans. L'actrice dira même que « dans ce film, j'ai l'impression qu'on se jetait tous dans les scènes, dans les éléments, comme des animaux… C'était un film violent. Tout était violent ! ». Après une séquence forte où le personnage joué par Dewaere bat celui de Myriam Boyer, l'acteur révèle à sa partenaire qu'il avait l'impression de frapper sa mère (Mado), comme pour régler ses comptes avec elle. La scène où Frank étrangle et tue Jeanne de manière violente fut extrêmement dure à tourner. Après l'avoir filmée, Dewaere rentre chez lui dans un état second et dit à des amis qui lui ont demandé ce qui n'allait pas, « Mais vous vous rendez compte qu'aujourd'hui j'ai tué quelqu'un ? Ce n'est pas rien de tuer quelqu'un ». Ayant un profond respect pour Bernard Blier, Dewaere n'ose pas le gifler en vrai pour la scène finale, mais Blier insiste, obligeant Dewaere à lui asséner de véritables baffes.

#### Lieux de Tournage
Saint-Maur-des-Fossés (94100) :
- 22, rue Anatole France, domicile de Franck Poupart (aujourd'hui seule maison abandonnée de la rue, en état de délabrement).
- 3, rue des Ailantes, boutique du "Comptoir des Bonnes Affaires".
- 1, Avenue Gambetta, Commissariat de Police, où Poupart passe une nuit en cellule .
- 19, rue De Lattre de Tassigny, Maison de Mona et sa tante.
Créteil (94000) :
- 1, Place du Général Billotte, Cabine téléphonique devant la Maison des Arts et de la Culture.
Terrain vague face au centre commercial Créteil-Soleil (magasin Printemps en 1979).
- 90, rue Auguste Perret, Casse automobile sur terrain vague, où Tikidès et Poupart se retrouvent pour préparer le vol des "économies" de la tante de Mona. C'est aujourd'hui le siège de la société de transport de fonds Loomis.
Montgeron (91230) :
- Rue du Port Brun, Lieu où Mona attend Poupart, près du domicile de la tante.
Paris (75018) :
- 3, rue Neuve de la Chardonnière, Salle de Sport "Société Athlétique Montmartroise".
Salle de Boxe ou Tikidès s'entraîne, aux côtés de Samuel Meck, véritable boxeur.

### Musique
Sauf indication contraire, les informations mentionnées dans cette section peuvent être confirmées par la base de données cinématographiques IMDb,  présente dans la section « Liens externes ».
Le film a la particularité de ne comporter que des chansons ou titres existants et ne bénéficie pas d'une musique composée pour le film. Une majorité des titres entendus sont pour la plupart des tubes de Claude François, Gérard Lenorman et Sheila. Un disque 33 tours est publié par Carrère en 1979. Deux titres entendus dans le film ne figurent pas dans la bande originale (Moonlight Fiesta de Duke Ellington et Juan Tizol et Le Jour où la pluie viendra de Gilbert Bécaud). La chanson Le jour où la pluie viendra n'est pas entendue dans la version interprétée par Gilbert Bécaud, mais une partie est chantée par Patrick Dewaere et Andreas Katsulas (53e minute du film) et le personnage de Patrick Dewaere cite une partie des paroles lors de la scène où Frank Poupart tue Tikidès dans la maison de la vieille dame (68e minute du film).

## Sortie et accueil

### Accueil critique

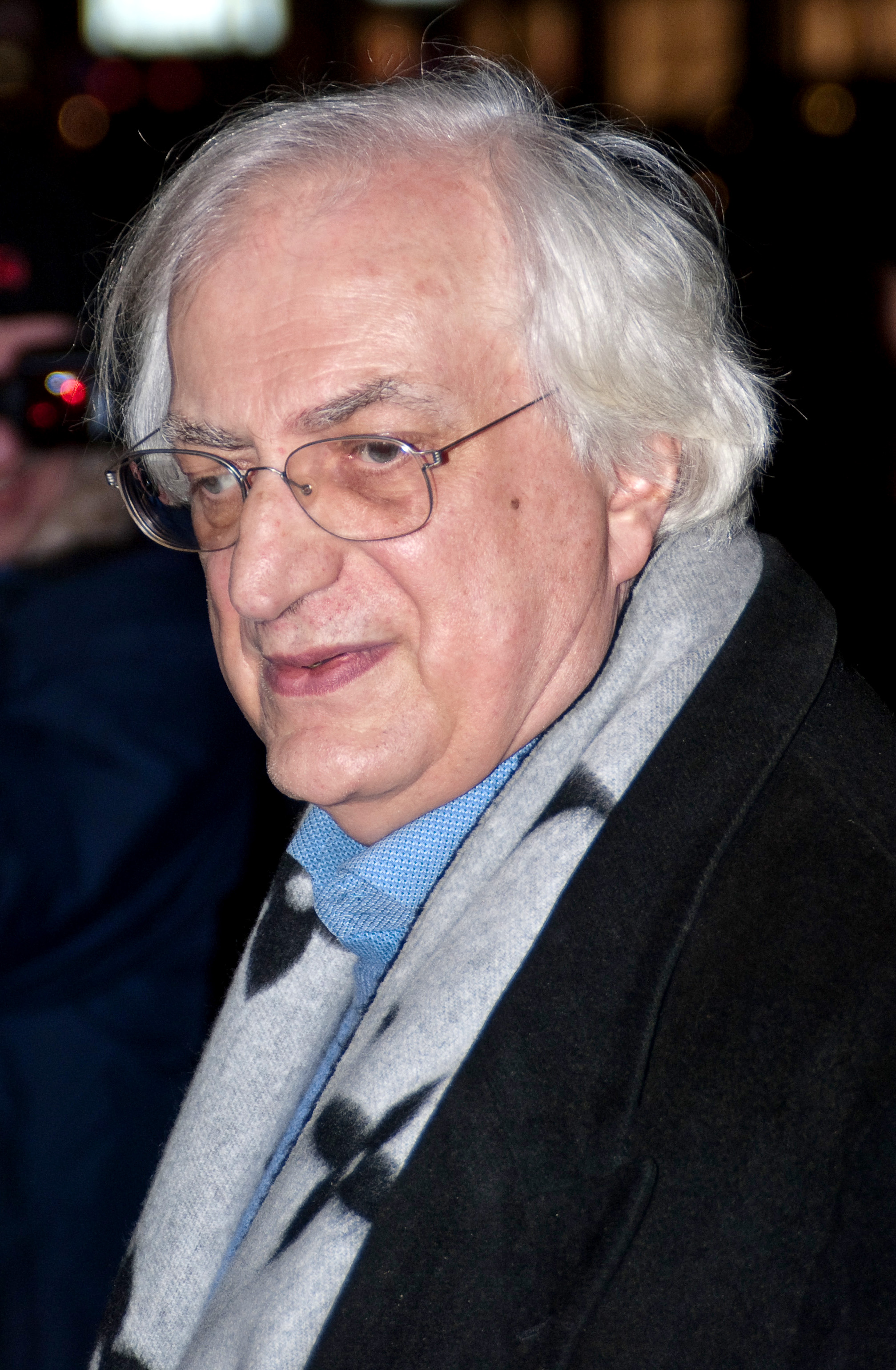
Le réalisateur Bertrand Tavernier, qui a fait l'éloge de Série noire lors d'un entretien au magazine Le Point.

Série noire est diversement accueilli par la critique au moment de sa sortie. Dans sa chronique au Monde, Jean de Baroncelli écrit que « Jamais film n'aura mieux mérité son titre. D'abord parce qu'il est adapté d'un livre paru dans la célèbre collection [...] ensuite parce que Jim Thompson, auteur de ce livre, avait un goût marqué pour le sarcasme désespéré, les situations paroxystiques, les héros promis dès leur passage sur cette terre à la damnation. Enfin parce que Georges Pérec, scénariste, et Alain Corneau, réalisateur, n'ont pas cherché à édulcorer la « noirceur absolue » du roman de Thompson, son caractère dérisoire et totalement absurde, et qu'ils ont fait de leur film un étrange ballet où valsent, dans la crasse, le sang et le stupre, le minable et pathétique Frank Poupart, ses complices et ses victimes ». Hubert Desrues de La Saison Cinématographique note qu'« alors on s'extasie volontiers sur la direction de l'acteur Patrick Dewaere. Joli numéro d'acteur à dire vrai car il n'est pas possible d'appeler autrement ce « one-man-show » qui en fait beaucoup, beaucoup trop en tout cas pour être de la mise en scène ». Dans sa chronique du film du 2 mai 1979, Le Parisien note que « Alain Corneau a réussi un film exemplaire, en tous points digne de la ligne à laquelle il se rattache, celle des thrillers américains [...] Du cinéma direct, mené de main de maître en quatrième vitesse. On aimerait que ce soit là le début d'une série heureuse pour le cinéma français ». Dans sa critique parue le 28 avril 1979, Dominique Maillet du magazine Première écrit que « la critique française usant et abusant régulièrement des superlatifs les plus élogieux, on est contraints de s’interroger sur le vocabulaire à employer quand, vraiment, on a le sentiment d’avoir vu un film superbe et sublime, un film comme rarement le cinéma a su en produire ».
Le réalisateur Bertrand Tavernier fait également l'éloge du film lors d'un entretien accordé au magazine Le Point : « Difficile de trouver les mots, les phrases exactes pour décrire ce que l'on ressent physiquement après Série noire, tant on en sort épuisé, lessivé... Comme si l'on avait réellement participé à tout ce qui vient de se dérouler sur l'écran. Comme si l'on avait vraiment mené avec Patrick Dewaere, en même temps que lui, cette course haletante qui, par son lyrisme du sordide, sa poésie du dérisoire, renvoie directement à la fuite vertigineuse de Richard Widmark dans Les Forbans de la nuit... Mêmes personnages fantomatiques, étrangers à ce qui les entoure, prisonniers de leurs rêves, même angoisse métaphysique ».
Ce n'est qu'au fil des années que Série noire va devenir une œuvre culte du cinéma français, « reconnu comme un classique du polar cinématographique, cafardeux à souhait et la performance de Dewaere unanimement saluée comme une des plus marquantes de toute l’histoire du cinéma français », comme le note Jérémy Gallet du site avoir-alire.com dans sa critique, ajoutant qu'il s'agit « sans doute » du meilleur film d'Alain Corneau, portée par la « prestation inoubliable de Patrick Dewaere » qui « "vampirise" l’écran par sa seule présence ».
Le film est classé à la 47e place des 100 meilleurs films français selon le magazine Time Out Paris en 2014, qui a sollicité une centaine de critiques et professionnels du cinéma afin qu'ils dressent la liste. En 2019, il est classé à la 53e place. Patrick Raynal, ancien directeur de la collection de livres Série noire, qualifiera même le long-métrage de « C'est le film le plus noir du cinéma français, et peut-être du cinéma tout court ! »
Quant à sa reconnaissance actuelle, Série noire est également bien accueilli par le public contemporain : en France, le film obtient une moyenne de 3,9/5 sur le site Allociné, pour 4 613 votes, dont 205 critiques. 76 des 200 critiques lui ont attribué une note de 5/5. Le film obtient une moyenne de 7,3/10 sur le site IMDb, pour plus de 3 600 votes, dont 25,5% (soit 931 votes) lui ont donné une note de 8/10.

### Box-office
Sorti en salles le 25 avril 1979 avec une interdiction aux moins de 18 ans, Série noire ne prend que la douzième place du box-office la semaine de sa sortie avec un cumul de 78 748 entrées. Néanmoins, le film prend la quatrième place la semaine suivante avec 103 441 entrées, ce qui porte à 182 189 entrées. Toujours en quatrième position en troisième semaine d'exploitation, le film affiche 281 372 entrées depuis sa sortie, dont 99 183 entrées à cette période. En cinquième semaine, Série noire passe le cap des 500 000 entrées, tout en restant dans le top 10 et se maintenant de manière correcte au box-office, sans toutefois faire des vagues. En deux mois d'exploitation, Série noire est parvenu à fidéliser 709 986 entrées, avant de s'apprêter à quitter le top 30 à la première moitié de juillet 1979, où il a fait une énorme chute dans le classement avec plus de 758 000 entrées. Au 31 décembre 1979, le film avait enregistré 847 651 entrées, le classant à la 41e place du box-office annuel, alors que Coup de tête, autre film mettant Patrick Dewaere sorti deux mois auparavant, connaît une exploitation en salles assez similaire bien que relativement supérieur (881 212 entrées et une 37e place au box-office annuel). Finalement malgré la « singularité aprêtée » du long-métrage et l'interdiction aux moins de 18 ans, Série noire obtient un certain succès en salles avec près de 900 000 entrées (892 658 entrées en comptant la sortie initiale et les ressorties ultérieures).
| Semaine | Semaine                     | Rang | Entrées | Cumul   | no 1 du box-office hebdo.   |
| ------- | --------------------------- | ---- | ------- | ------- | --------------------------- |
| 1       | du 25 avril au 1er mai 1979 | 4    | 72 122  | 72 122  | Le Coup de sirocco          |
| 2       | du 2 au 8 mai 1979          | 2    | 49 873  | 121 995 | Le Coup de sirocco          |
| 3       | du 9 au 15 mai 1979         | 3    | 35 833  | 157 828 | Les Sœurs Brontë            |
| 4       | du 16 au 22 mai 1979        | 3    | 39 235  | 197 063 | Les Sœurs Brontë            |
| 5       | du 23 au 29 mai 1979        | 6    | 36 444  | 233 507 | À nous deux                 |
| 6       | du 30 mai au 5 juin 1979    | 8    | 23 126  | 256 633 | À nous deux                 |
| 7       | du 6 au 12 juin 1979        | 11   | 16 903  | 273 536 | Pour une poignée de dollars |

| Semaine | Semaine                      | Rang | Entrées | Cumul   | no 1 du box-office hebdo.     |
| ------- | ---------------------------- | ---- | ------- | ------- | ----------------------------- |
| 1       | du 25 avril au 1er mai 1979  | 12   | 78 533  | 78 748  | Flic ou voyou                 |
| 2       | du 2 au 8 mai 1979           | 4    | 103 441 | 182 189 | Le Coup de sirocco            |
| 3       | du 9 au 15 mai 1979          | 4    | 99 183  | 281 372 | Le Coup de sirocco            |
| 4       | du 16 au 22 mai 1979         | 5    | 118 063 | 399 435 | Les Sœurs Brontë              |
| 5       | du 23 au 29 mai 1979         | 6    | 115 126 | 514 561 | À nous deux                   |
| 6       | du 30 mai au 5 juin 1979     | 6    | 72 244  | 586 805 | À nous deux                   |
| 7       | du 6 au 12 juin 1979         | 8    | 49 558  | 636 363 | À nous deux                   |
| 8       | du 13 au 19 juin 1979        | 9    | 43 191  | 679 554 | L'Incroyable Hulk             |
| 9       | du 20 au 26 juin 1979        | 14   | 30 432  | 709 986 | L'Incroyable Hulk             |
| 10      | du 27 juin au 3 juillet 1979 | 14   | 30 280  | 740 266 | Quatre Bassets pour un danois |
| 11      | du 4 au 10 juillet 1979      | 30   | 18 338  | 758 604 | Phantasm                      |

Aux États-Unis, le film est sorti à New York en juin 1982. Ressorti de manière limitée en septembre 2019 dans une seule salle, il a rapporté 5 633 $ de recettes durant les deux semaines où il fut exploité.

### Exploitation ultérieure
Série noire sort en vidéo pour la première fois au format cassette VHS en 1981. Il sera réédité en 1995 dans la collection 100 ans de cinéma. Le film sera également édité en DVD pour la première fois en mars 2003 et en Blu-ray en juin 2013. L'édition DVD est également paru dans des coffrets consacrés à Patrick Dewaere et Alain Corneau. À la télévision, les plus anciennes diffusions connues datent du 12 novembre 1984 sur FR3 en première partie de soirée dans le cycle Le Grand Frisson et le 16 novembre 1987 sur La 5. Entre 1995 et 2000, le film a été diffusé dix fois à la télévision, dont cinq fois sur Canal +, trois fois sur Arte et une fois sur France 5.
Le film a notamment été diffusé sur France 3 en seconde partie de soirée le 15 juin 2000  ainsi que le 31 août 2010, afin de rendre hommage à Alain Corneau, décédé la veille en lieu et place du film initialement proposé, Le Marginal de Jacques Deray. Le 17 décembre 2012, le film a attiré 1,1 million de téléspectateurs sur Arte en première partie de soirée pour 4,4% de part de marché.
Série noire est également diffusé sur les chaînes thématiques tels que Ciné+ et OCS en 2014. Lors d'une de ses récentes rediffusions, le 5 mars 2018 sur Arte en prime time, Série noire a été vu par 1,1 million de téléspectateurs, soit 4,6% de part de marché,. Pour sa dernière diffusion en clair en date, le 24 mai 2021 sur France 5, le film a été vu par 792 000 téléspectateurs.

## Distinctions
Alors que le film est dans les salles françaises depuis un mois, Série noire fait partie la sélection officielle en compétition du 32e Festival de Cannes, qui se déroule du 10 au 24 mai 1979, notamment face à Apocalypse Now de Francis Ford Coppola, Les Moissons du ciel de Terrence Malick, Le Syndrome chinois de James Bridges, Le Tambour de Volker Schlöndorff et Le Grand Embouteillage de Luigi Comencini . Le film ne remporte aucun prix. Le film a reçu cinq nominations à la 5e cérémonie des César, qui s'est déroulée le 2 février 1980, notamment pour la performance de Dewaere, dont c'est la troisième nomination en tant que meilleur acteur. Mais le film repart également bredouille, à la plus grande déception de son acteur principal.

### Sélection
- Festival de Cannes 1979 : en compétition officielle

### Nominations
- 5e cérémonie des César 1980 :
  - meilleur acteur pour Patrick Dewaere
  - meilleur acteur dans un second rôle pour Bernard Blier
  - meilleure actrice dans un second rôle pour Myriam Boyer
  - meilleur scénario original ou adaptation pour Georges Perec et Alain Corneau
  - meilleur montage pour Thierry Derocles

## Analyse

### Une peinture sociale

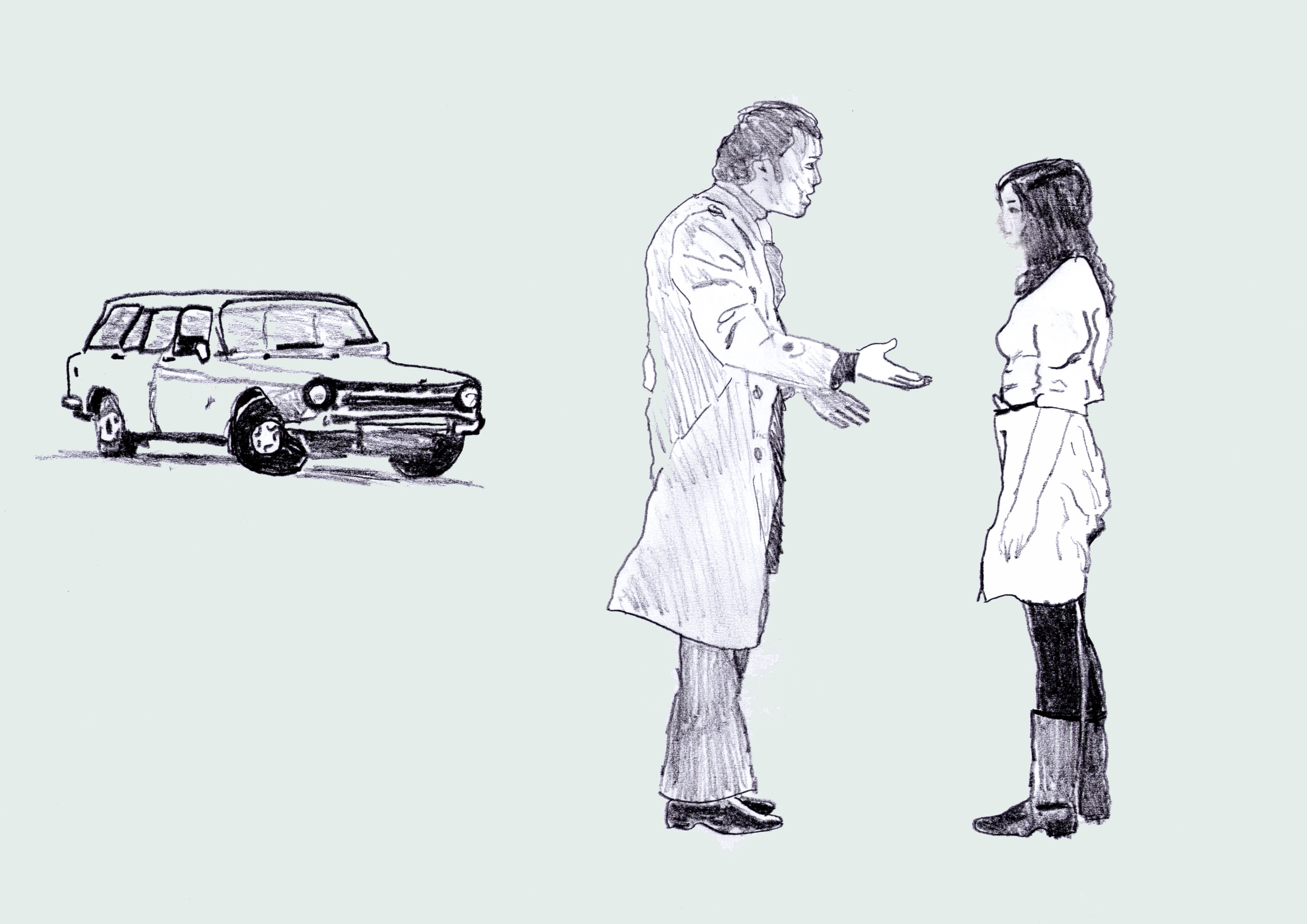
Dessin représentant une scène du film entre Patrick Dewaere et Marie Trintignant.

Avec Série noire, Alain Corneau livre un portrait sombre de la France de Giscard et des années 1980 à venir en adaptant le roman de Thompson, Des cliques et des cloaques, transposant le récit du livre qui se déroule dans l'Amérique des années 1950 dans la France à l'aube des années 1980. La critique Marilou Duponchel du magazine Les Inrockuptibles écrit à l'occasion de la ressortie du film en avril 2018, qu'au moment de la sortie initiale en 1979, « l'utopie de la banlieue a fané » et qu'ils « ne sont alors plus synonyme de solidarité et de vivre ensemble mais d’ennui et de solitude ». Pour Duponchel, la « France de Série Noire est celle de la crise, du chômage, du malaise social » et la mise en scène de Corneau s'articule autour de cet « état de crise latent », « dénuée d'une bande son extra-diégétique » car « aucune mélodie ne viendra dramatiser une séquence, souligner les sentiments d’un personnage ou créer un suspens morbide », à l'exception des tubes de l'époque tels que ceux de Claude François, Sheila et Gérard Lenorman qui « grésillent à la radio comme les marqueurs populaires d’une époque ».
Quentin Coray du site À la rencontre du septième art fait le rapprochement entre Série noire et Buffet froid de Bertrand Blier, qui sortira huit mois après celui de Corneau, car « on y retrouve la même absurdité  dans les situations et dans les agissements des personnages, une absurdité qui peut dérouter, mais qui se justifie par le grotesque que le film cherche à soulever quant au fonctionnement d’une société hypocrite, imprévisible et impitoyable ». Dans le blog Eureka, l'auteur fait aussi le parallèle avec deux autres films, « avec lesquels il constituerait une sorte de triptyque symbolique sur la folie d’un seul homme au sein d’une société qui ne l’est pas moins, à savoir Taxi Driver et Schizophrenia », sortis respectivement en 1976 et 1983, ajoutant « un film américain, un film français, un film autrichien, si éloignés à tout point de vue, et pourtant si proches dans leur volonté de raconter de l’intérieur, le destin violent de trois psychopathes chacun cloîtré dans sa propre folie ».

### Un rôle important pour Patrick Dewaere
Le film marque également aussi par la prestation de Patrick Dewaere, qui interprète « un imprévisible loser, spectateur sidéré et impuissant d’une dérive dont il ne peut infléchir le cours ». Vu comme l'« anti-héros d'une nouvelle génération » selon Duponchel, Dewaere tient là l'un de ses rôles les plus importants dans sa carrière avec ce film, qui marque un jalon dans sa carrière, mais aussi le plus extrémiste dans l'intensité de son jeu en raison de sa réputation d'écorché vif et de ses soucis dans sa vie personnelle.
Pour Jérémy Gallet du site avoir-alire.com, « il est difficile d’appréhender Série Noire, sans être piégé par la performance de Patrick Dewaere », vu par certains critiques comme du cabotinage au moment de la sortie du film en 1979, car « le film d’Alain Corneau a largement contribué à alimenter le mythe de l’acteur qui, en effet, "vampirise" l’écran par sa seule présence, à telle enseigne que les documentaires consacrés au comédien ne font jamais l’économie de la fameuse scène où Poupart se fracasse la tête contre sa voiture, après avoir insulté la jeune Mona dont il est amoureux ». Ce moment du film est vu pour beaucoup « comme un déchaînement de violence brute, faisant écho à celle que Dewaere retourna contre lui dans un geste ultime » en référence à son suicide le 16 juillet 1982, ce qui constitue un « déchirement » pour Corneau. Pour Gallet, la scène où Poupart se cogne la tête « étreint le cœur de ceux qui la regardent et souligne à quel point Patrick Dewaere ne se réduit pas à l’image d’un acteur animé d’une simple force animale et prompt à la déchaîner sous n’importe quel prétexte » car « la mythomanie de Poupart, minable représentant de commerce, contraint de voler et de tuer pour une histoire d’amour impossible, impose une variété de postures, du burlesque jusqu’à la colère ».
Dans son analyse, Duponchel note que « Série Noire peut être vu comme un documentaire sur Patrick Dewaere. Corneau extirpe le potentiel tragique et fou de l’acteur et fait transpirer son mal être dans tous les plans. Dès sa séquence d’ouverture, le film façonne le mythe Dewaere en même temps qu’il théorise son jeu du comédien ».
Au moment de la présentation du film au Festival de Cannes 1979, Dewaere confirma être persuadé qu'il s'agit de son meilleur rôle. Lors de sa dernière interview, trois jours avant son suicide, il déclara que ce rôle fut pour lui celui qu'il eut le plus de plaisir à jouer.

### Vidéographie
- zone 2 : Série noire — Édition 1 DVD, StudioCanal, sorti le 25 mars 2003, EAN 3259119686293. Cette édition, paru dans la collection Série noire, en français sans-sous titres, contient une présentation du film par Patrick Raynal, directeur de la collection Série noire chez Gallimard, des interviews, des filmographies un making-of et des bandes-annonces.
- zone 2 : Série noire — Édition 1 DVD, StudioCanal, sorti le 28 juillet 2009, EAN 3259130235968. Cette édition, paru dans la collection Regards d'auteurs, reprend les mêmes caractéristiques et bonus de l'édition précédente.
- région B : Série noire  — Édition 1 Blu-ray, StudioCanal, sorti le 11 juin 2013, EAN 5050582944532. Cette édition, en français, avec sous-titres français pour sourds et malentendants, comprend un documentaire inédit, « Série noire, les noirceurs de l'âme », des interviews, un extrait du tournage du film et une bande-annonce.